# Love and spring
Love and spring is een symfonisch gedicht compositie van Rutland Boughton. Boughton vermeldde bij voltooiing van werken altijd het tijdperk van componeren. Dat was in dit geval april en mei 1906. Het werk zou in november 1906 op de lessenaars komen in een reeks concerten in Engeland georganiseerd door Halfords Concerts Society uit Birmingham. Daarna belandde het werk in de la. Boughton had een aantal jaren geen verdere interesse om zich in instrumentale muziek te verdiepen en wendde zich meer tot ambitieuzere muzieksoorten. Muzikaal drama genoot de voorkeur van de componist, uitmondend in zijn succeswerk The immortal hour. De "Birminghamperiode" werd ingeruild door zijn "Glastonburytijd".
Het werk vermeldt opus 23, doch omdat het werk op de plank belandde werd dat nummer door de componist opnieuw gebruikt en wel voor zijn koorwerk Two folk songs with variations, dat pas op 10 oktober 1907 in Leeds werd uitgevoerd.
Love and spring, soms aangeduid als Love in spring, onderging het lot, dat het bijna meer dan een eeuw niet werd gespeeld. In 2011 verscheen een opname waarvan de muziek door het muziekblad Grammophone als uitbundig en gevarieerd werd bestempeld. Ze was kennelijk een andere mening toegedaan dan de componist zelf, die het als een experimenteel werk zag. De opname werd vergezeld door een eerste uitgave op papier door Good Music Publishers. Zowel partituur als druk werden voorafgegaan door een tekst uit het Hooglied:
Sta op, mijn liefste, kom toch, mijn schoonste.
Kijk maar, de winter is voorbij, de regen is voorgoed verdwenen.
Kijk, op het veld staan weer bloemen; de tijd om te zingen breekt aan; de roep van de tortel klinkt over het land
De orkestratie is behoudend van karakter:
- 1 piccolo, 2 dwarsfluiten, 2 hobo’s, 2 klarinetten, 2 fagotten
- 4 hoorns, 3 trompetten, 3 trombones, 1 tuba
- pauken, 3 man/vrouw percussie, 2 of 3 harpen
- violen, altviolen, celli, contrabassen